# Lampertheim, Tyskland
Lampertheim är en stad i Kreis Bergstraße i Regierungsbezirk Darmstadt i förbundslandet Hessen i Tyskland.